# 陳賞 (宋朝)

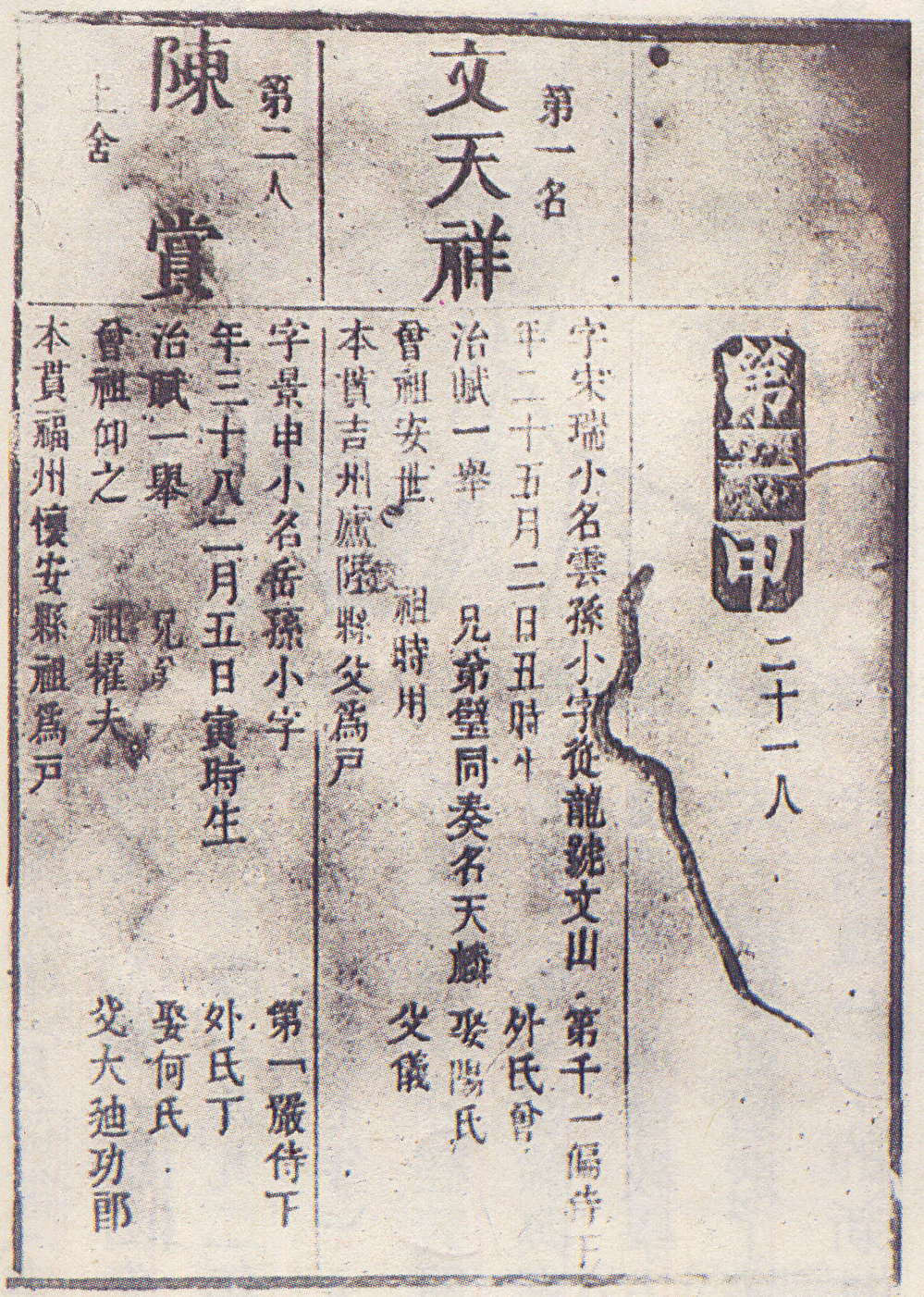
文天祥狀元及第，陳賞獲第二名。

陳賞（?—?），字景申，小名岳孫，本貫福州懷安縣，陈襄七世从孙，南宋宝祐四年（1256年）第一甲進士第二名。

## 家族
- 曾祖父，陳仰之
- 祖父，陳櫂夫
- 父親，大迪功郎

- 妻：何氏